# Kwietnicowy Staw
Kwietnicowy Staw, Kwietnikowy Stawek, Kwietnicowa Młaka (słow. Kvetnicové pleso) – położone na wysokości 1812 m n.p.m. niewielkie jeziorko w Dolinie Wielickiej w słowackich Tatrach Wysokich. Znajduje się w środkowym piętrze tej doliny, powyżej skalnego progu z Wielicką Siklawą, na wielkiej równi zwanej Wielickim Ogrodem. Jest to jeziorko torfiaste, według geografów jest tylko skromną pozostałością po dużym jeziorze morenowym, które dawniej wypełniało cały obszar Wielickiego Ogrodu. Pozostały po nim bogate w próchnicę osady denne, na których obecnie rozwijają się jedne z najbujniejszych w całych Tatrach zespoły ziołorośli. Ich bujnemu rozwojowi sprzyja również stałe, dobre nawodnienie przez wody spływające z wyżej położonego Długiego Stawu. W otoczeniu Kwietnicowego Stawu bardzo licznie rosną takie gatunki, jak: omieg górski, miłosna górska, starzec gajowy, ciemiężyca zielona, jaskier platanolistny, rdest ziemnowodny i inne. Właśnie od tych bujnie kwitnących ziołorośli pochodzi nazwa jeziorka.

## Szlaki turystyczne
– zielony szlak znad Wielickiego Stawu przechodzi obok Kwietnicowego Stawu i prowadzi dalej na Polski Grzebień.